# 水合物

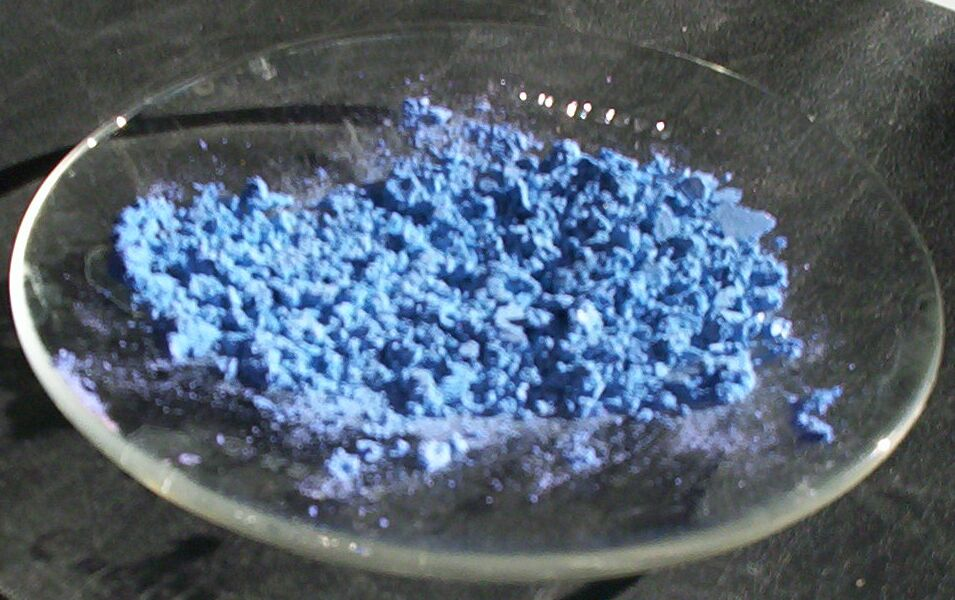
无水氯化亞钴CoCl_{2}

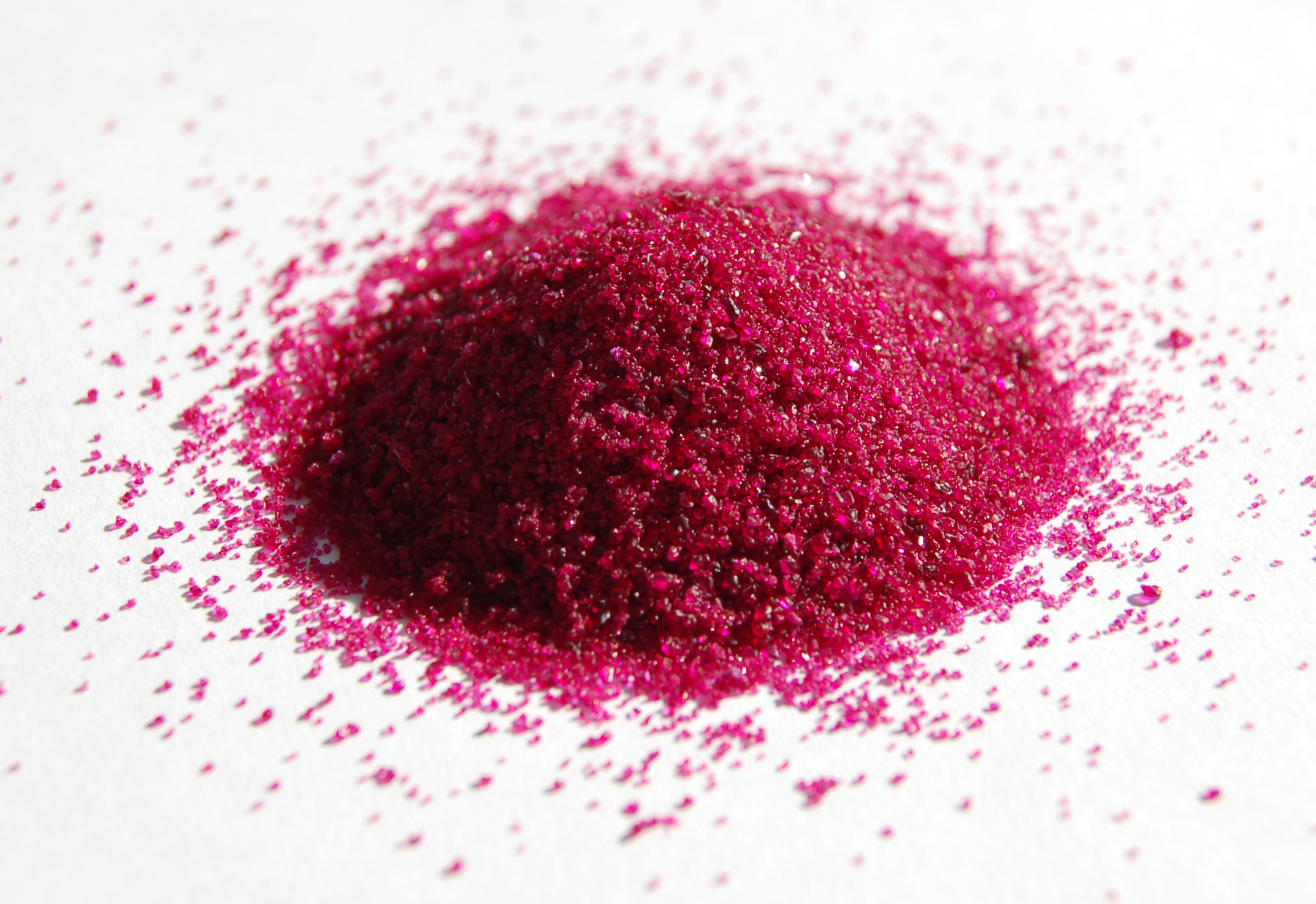
六水合氯化亞钴Co(H_{2}O)_{6}Cl_{2}

水合物（Hydrate）指的是含有水的化合物，其范围相当广泛。其中水可以是配位与其他部分相连，如水合金属离子，也可以是以共价键相结合，如水合三氯乙醛。
粉红色的水合氯化钴加热失水生成蓝色的无水物，无水物吸水又变成粉红色的水合物，因此在硅胶中用来指示硅胶吸水程度。
它是天然气中某些组分于水分在一定温度、压力条件下形成的白色晶体，外观类似致密的冰雪，密度为0.88至0.90 g/cm3。研究表明，水合物是一种笼形晶体包络物，水分子借氢键结合形成笼形结晶，气体分子被包围在晶格之中。

## 结构
低分子的气体的水合物为体心立方晶格，较大的气体分子则是类似于金刚石的晶体结构。化合物从其组成离子的水溶液中结晶出来时，所得到的晶体往往是天然气水合物结构。所以水合物并不是简单的与水混合，水合物也是纯净物。

## 分类
水合物化学式具有确定数目的水分子，其结构大体可分为4类：
1. 全部H
2O分子配位于金属阳离子。例如，六水合物Co(ClO
4)·
26H
2O中的6个H2O分子全部配位于Co2+
离子, 可将其写成[Co(H
2O)
6](ClO
4)
2。
2. 部分H
2O分子配位于金属阳离子，部分H
2O分子键合于酸根阴离子。例如CuSO·
45H
2O中的H
2O分子。
3. H
2O分子进入固体晶格的确定位置，不与特定的阳离子或阴离子键合。这种化合物中的水分子叫晶格水，例如BaCl·
22H
2O中的水分子。
4. 一部分H
2O分子与阳离子配位，另一部分则是晶格水。明矾KAl(SO
4)·
212H
2O似乎[來源請求]具有这种结构。

最后还应该提到水合包合物。它们应该归入水合物, 但却不是从其组成离子的水溶液中结晶出来的化合物。它们是H
2O分子彼此间通过氢键形成笼，将外来的电中性分子或离子包于笼内而得到的一类水合物。例如Cl
2(H
2O)
7.25和“可燃冰”。